# ハンス・アルバート
ハンス・アルバート（Hans Albert、1921年2月8日 - 2023年10月24日）は、ドイツの哲学者、社会学者。批判的合理主義者であり、特に合理的なヒューリスティクスに重きを置いている。また、ハイデッガーやガダマーに端を発する大陸哲学的な解釈学の伝統を強く批判している。
ハンス・アルベルトとも表記。

## 人物
ケルン出身の哲学者。社会科学や自然科学を対象とした哲学を研究し、基礎付け主義や正当化（justification）などの批判を行った。現在はハイデルベルクに居住している。

## 経歴
1921年2月8日、ヴァイマル共和政下のケルンに、古典研究を専門とする言語学者とプロテスタントの宗教教師の子として生まれる。幼い頃から歴史に関心を寄せ、オスヴァルト・シュペングラーを読み耽り、特に戦史を熱心に研究した。
高校卒業後の1939年、国家労働奉仕団のボランティアに志願し、ジークフリート線に配置された。その後、ウィーンの予備隊やフランス、ギリシャの砲兵隊に参加した。
ナチス・ドイツの敗戦後、アメリカの捕虜となったアルバートは、当初は経営学の学位を取得することを目標に、ケルン大学で勉強を始めた。最初の社会学の講義は「ケルン社会学四季報」編者として知られ、後にドイツ社会学会会長を務めたレオポルト・フォン・ヴィーゼ（de:Leopold von Wiese）の講義で、政治経済学の卒業論文を書く機会を得て、1952年に学位を取得した。
1955年、アルバートの教授資格（ハビリテーション）論文『Nationalökonomie als Soziologie der kommerziellen Beziehungen』は、彼の批判が経済学か社会学のどちらかに帰することが出来ないために却下された。ドイツ共産党員の嫌疑をかけられていたことも影響した。 1957年、社会政策に関する一連のエッセイで博士号を取得した。
1963年、マンハイム・ビジネススクール（後のマンハイム大学）に赴任。以来、退職するまでマンハイムに滞在した。1989年、マンハイム大学を退職し、同大名誉教授となった。
2023年10月24日に死去。102歳没。

## 研究
- カール・ポパーの批判的合理主義をドイツで承継し、基礎付け主義はミュンヒハウゼンのトリレンマとして知られるアポリアに陥るとした。
- ドイツ社会学における実証主義論争において、『全体的理性の神話』を発表し、ユルゲン・ハーバーマスを批判。その後、カール＝オットー・アーペルを批判し、論争を繰り広げた。